# 顾金才
顾金才（1939年2月12日—），河北卢龙人，岩土工程与防护工程地质力学模型试验研究专家，中国工程院院士，总参工程兵科研三所研究员。

## 履历
1965年，毕业于西安工程兵工程学院，接受安排进入总参工程兵科研三所进行科研工作。2001年，当选中国工程院院士。